# إرنست ديسغاردين
إرنست ديسغاردين (بالفرنسية: Ernest Desjardins)‏ هو جغرافي ومؤرخ وبروفيسور فرنسي، ولد في 30 سبتمبر 1823 في Noisy-sur-Oise ‏ في فرنسا، وتوفي في 22 أكتوبر 1886 في الدائرة السادسة عشرة في باريس في فرنسا.